# Iwan Wasiljew (polityk)
Iwan Frołowicz Wasiljew (ros. Иван Фролович Васильев, ur. 21 grudnia 1909 we wsi Pońkino w guberni tomskiej, zm. 28 września 1970 w Tomsku) – radziecki działacz partyjny i państwowy.

## Życiorys
Do 1927 kierował gospodarstwem i był przewodniczącym komuny rolniczej, potem został przewodniczącym rady wiejskiej w rodzinnej wsi, następnie instruktorem komitetu wykonawczego rady rejonowej. Od 1929 należał do WKP(b), 1931-1934 służył w wojskach OGPU, 1934 został zastępcą dyrektora, później dyrektorem stanicy maszynowo-traktorowej w obwodzie nowosybirskim. W 1941 ukończył Moskiewską Akademię Rolniczą im. Timiriazewa, 1941-1946 był dyrektorem państwowej stacji selekcyjnej w Nowosybirsku, potem I sekretarzem rejonowego komitetu WKP(b) w obwodzie nowosybirskim, kierownikiem obwodowego oddziału rolnego w Nowosybirsku i I zastępcą przewodniczącego Komitetu Wykonawczego Nowosybirskiej Rady Obwodowej. Do września 1952 był sekretarzem Komitetu Obwodowego WKP(b) w Nowosybirsku, od 25 września 1952 do 20 lutego 1967 przewodniczącym Komitetu Wykonawczego Tomskiej Rady Obwodowej, następnie przeszedł na emeryturę. Był odznaczony trzema Orderami Czerwonego Sztandaru Pracy.